# Evan Shelby Alexander
Evan Shelby Alexander (* um 1767 im Mecklenburg County, Province of North Carolina; † 28. Oktober 1809 ebenda) war ein US-amerikanischer Politiker. Zwischen 1806 und 1809 vertrat er den Bundesstaat North Carolina im US-Repräsentantenhaus.

## Werdegang
Das genaue Geburtsdatum, der Geburts- und der Sterbeort von Evan Alexander sind nicht überliefert.  Er war ein Cousin des Kongressabgeordneten und Gouverneurs Nathaniel Alexander (1756–1808). Er besuchte die öffentlichen Schulen seiner Heimat und danach bis 1787 das Princeton College. Nach einem anschließenden Jurastudium und seiner Zulassung als Rechtsanwalt begann er in Salisbury in diesem Beruf zu arbeiten. Gleichzeitig schlug er als Mitglied der Demokratisch-Republikanischen Partei eine politische Laufbahn ein. Von 1796 bis 1803 saß er als Abgeordneter im Repräsentantenhaus von North Carolina. Außerdem war er zwischen 1799 und 1809 Kurator der University of North Carolina in Chapel Hill.
Nach dem Rücktritt seines Cousins Nathaniel Alexander als Kongressabgeordneter wurde er bei der fälligen Nachwahl für den zehnten Sitz von North Carolina als dessen Nachfolger in das US-Repräsentantenhaus in Washington, D.C. gewählt, wo er am 24. Februar 1806 sein neues Mandat antrat. Nach einer Wiederwahl konnte er bis zum 3. März 1809 im Kongress verbleiben. Evan Alexander starb noch im Jahr seines Ausscheidens aus dem Kongress am 28. Oktober 1809.